# Palau Sant Jordi
El Palau Sant Jordi es un pabellón multifuncional situado en la montaña de Montjuïc de Barcelona, España. Fue construido con motivo de los Juegos Olímpicos de 1992 e inaugurado en 1990. Está considerado la joya del llamado «Anillo Olímpico de Montjuic», que también integran instalaciones como hki el Estadio Olímpico o las Piscinas Picornell.
Es la instalación olímpica más utilizada de Barcelona, ya que acoge todo tipo de acontecimientos deportivos, conciertos, espectáculos y ferias. Para acontecimientos deportivos tiene una capacidad de 16.670 espectadores (habilitando gradas en el fondo sur, que normalmente carece de ellas), mientras que para conciertos tiene una capacidad máxima superior a los 24 000 espectadores, si bien las últimas ordenanzas municipales restringen las licencias de uso a un máximo de 18 000 espectadores. Ha sido escenario de las más grandes estrellas de la música de los últimos tiempos, como Madonna, Beyoncé, U2, Bruce Springsteen, Lady Gaga, Katy Perry, Justin Bieber, Ariana Grande, Rihanna, entre otros.

## Historia
Diseñado por el arquitecto japonés Arata Isozaki, fue inaugurado el 21 de septiembre de 1990, dos años antes de la celebración de los Juegos Olímpicos de Barcelona. Está considerado una obra maestra de la arquitectura y la ingeniería moderna. Su estructura y materiales mecanizados le confieren una gran flexibilidad que permite adaptar el recinto para acoger los más variados acontecimientos.
El Palau Sant Jordi fue el principal pabellón cubierto de los Juegos Olímpicos de Barcelona 1992, acogiendo la competición de gimnasia artística masculina y femenina, así como las finales de balonmano masculino y femenino, cuartos de final, semifinales y finales de voleibol masculino y semifinales y finales de voleibol femenino. Igualmente, fue sede de los Juegos Paralímpicos de Barcelona 1992, acogiendo las competiciones de tenis de mesa y voleibol.

## Sant Jordi Club
El Sant Jordi Club es un recinto adosado a la fachada sur del Palau Sant Jordi y comunicado internamente con la sala principal. Funciona como sala anexa de entrenamiento o calentamiento en caso de eventos deportivos o, de manera independiente, como sala para conciertos u otros eventos de pequeño y mediano aforo. El recinto tiene 2900 metros cuadrados y ofrece una capacidad máxima de 4620 espectadores, de los cuales 244 se ubican en una grada fija con acceso independiente y el resto en pista. 